# おとな釣り倶楽部
『おとな釣り倶楽部』（おとなつりくらぶ）は、日本の釣り具メーカー・シマノが制作している釣り番組である。2017年1月7日よりテレビ神奈川にて放送開始。制作協力はテレビ東京制作（PROTX）。

## 放送日時・ネット局
| 放送対象地域 | 放送局              | 系列   | 放送日時               | 遅れ日数              |
| ------------ | ------------------- | ------ | ---------------------- | --------------------- |
| 神奈川県     | テレビ神奈川（TVK） | 独立局 | 毎週土曜 7:30 - 8:00   |                       |
| 兵庫県       | サンテレビ（SUN）   | 独立局 | 毎週火曜 22:30 - 23:00 | 3日遅れ 2017年4月開始 |

## 再放送
- 番組終了後に、Youtubeのシマノ公式ホームページにて配信中。